# Brücke Auerbachstraße
Die Brücke Auerbachstraße führt die Auerbachstraße über die dort in einer Mulde liegende Heilbronner Straße in Stuttgart und verbindet den Stadtteil Burgholzhof und das Robert-Bosch-Krankenhaus mit dem Gebiet Leitzstraße.
Das Bauwerk überspannt die Heilbronner Straße mit zwei Geh- und Radwegen, vier stadtauswärts führenden Fahrstreifen, zwei Stadtbahngleisen, drei stadteinwärts führenden Fahrstreifen, einem Geh- und Radweg und einer Tankstelle. Die Brücke überführt zwei Fahrspuren, einen breiten Gehweg an der nördlichen und einen schmalen an der südlichen Seite. Sie liegt im Grundriss in einer S-Kurve mit einem leichten Gefälle von Ost nach West. 
Die von Schlaich Bergermann Partner entworfene 130 m lange und 12 m breite Betonbogenbrücke hat vier Öffnungen mit Stützweiten von 20 + 43 + 33 + 19 m. Drei vertikale Scheiben stützen die polygonalen Betonscheibenbögen, auf denen der Fahrbahnträger aufliegt bzw. mit je zwei kurzen Scheiben aufgeständert ist. Die Brücke ist ein fugen- und lagerloses monolithisches Bauwerk. Bei ihrem Entwurf ließen sich Schlaich Bergermann und Partner von Robert Maillarts Schwandbachbrücke inspirieren.
Die Brücke Auerbachstraße wurde 2003 fertiggestellt.